# Sachsenheim
Sachsenheim település Németországban, azon belül Baden-Württembergben. Lakosainak száma 19 480 fő (2023. december 31.). Sachsenheim Markgröningen, Oberriexingen, Sersheim, Vaihingen an der Enz, Sternenfels, Zaberfeld, Pfaffenhofen, Güglingen, Cleebronn, Bönnigheim, Freudental, Löchgau és Bietigheim-Bissingen községekkel határos.

## Városrészek
- Großsachsenheim
  - Stadt Großsachsenheim
  - Weiler Egartenhof
  - Haus Eichwald
- Kleinsachsenheim
  - Dorf Kleinsachsenheim
  - Haus Obere Mühle
  - Borzingen (lakatlan)
- Hohenhaslach
  - Dorf Hohenhaslach
  - Weiler Rechentshofen
  - Haus Kelterle
- Ochsenbach
  - Dorf Ochsenbach
  - Weiler Kirbachhof
  - Haus Bromberg
  - Nirbenhof (Unterbromberg) (lakatlan)
  - Schippach  (lakatlan)
- Spielberg
- Häfnerhaslach
  - Dorf Häfnerhaslach
  - Heimburg  (lakatlan)[2]

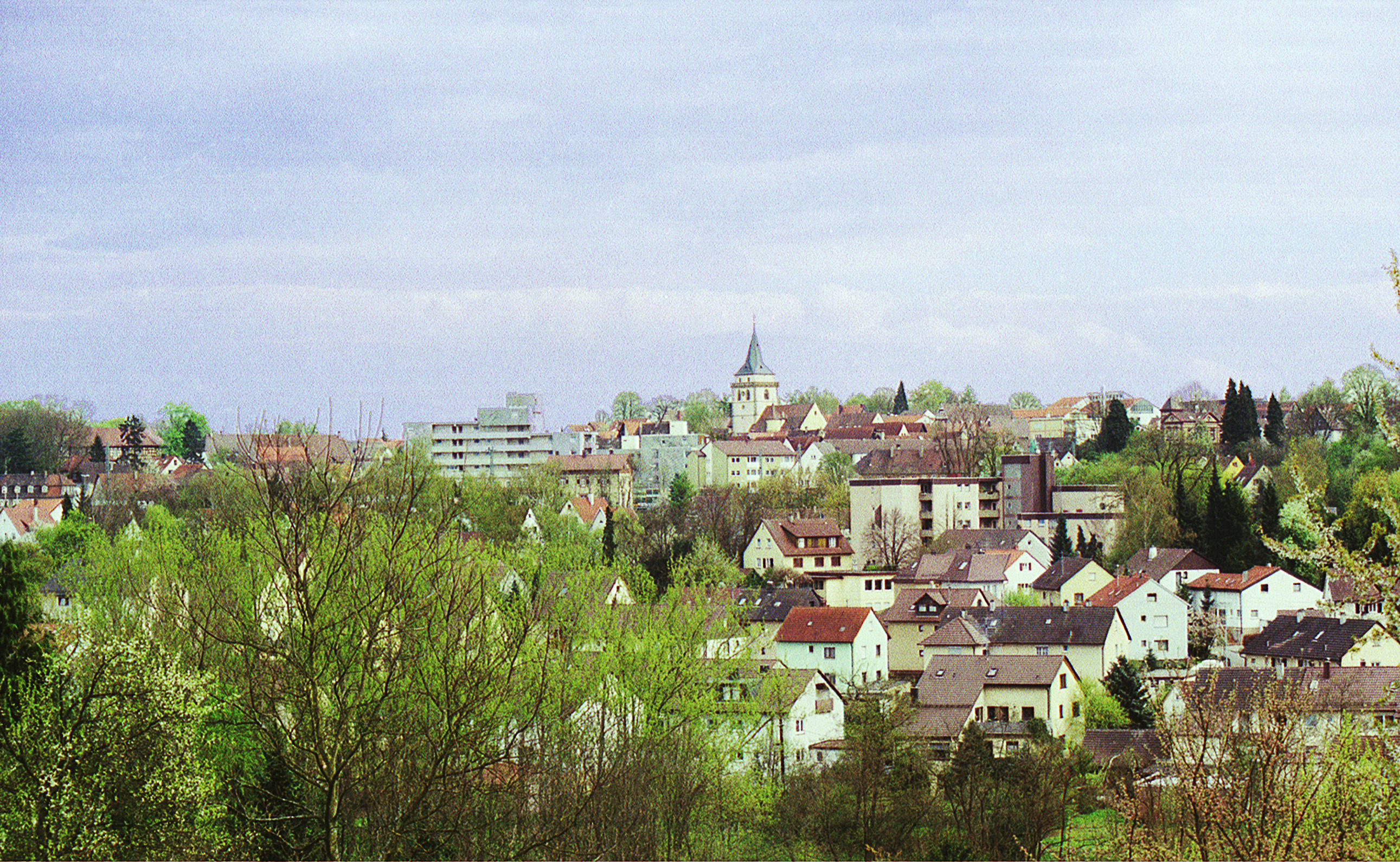
Grosssachsenheim
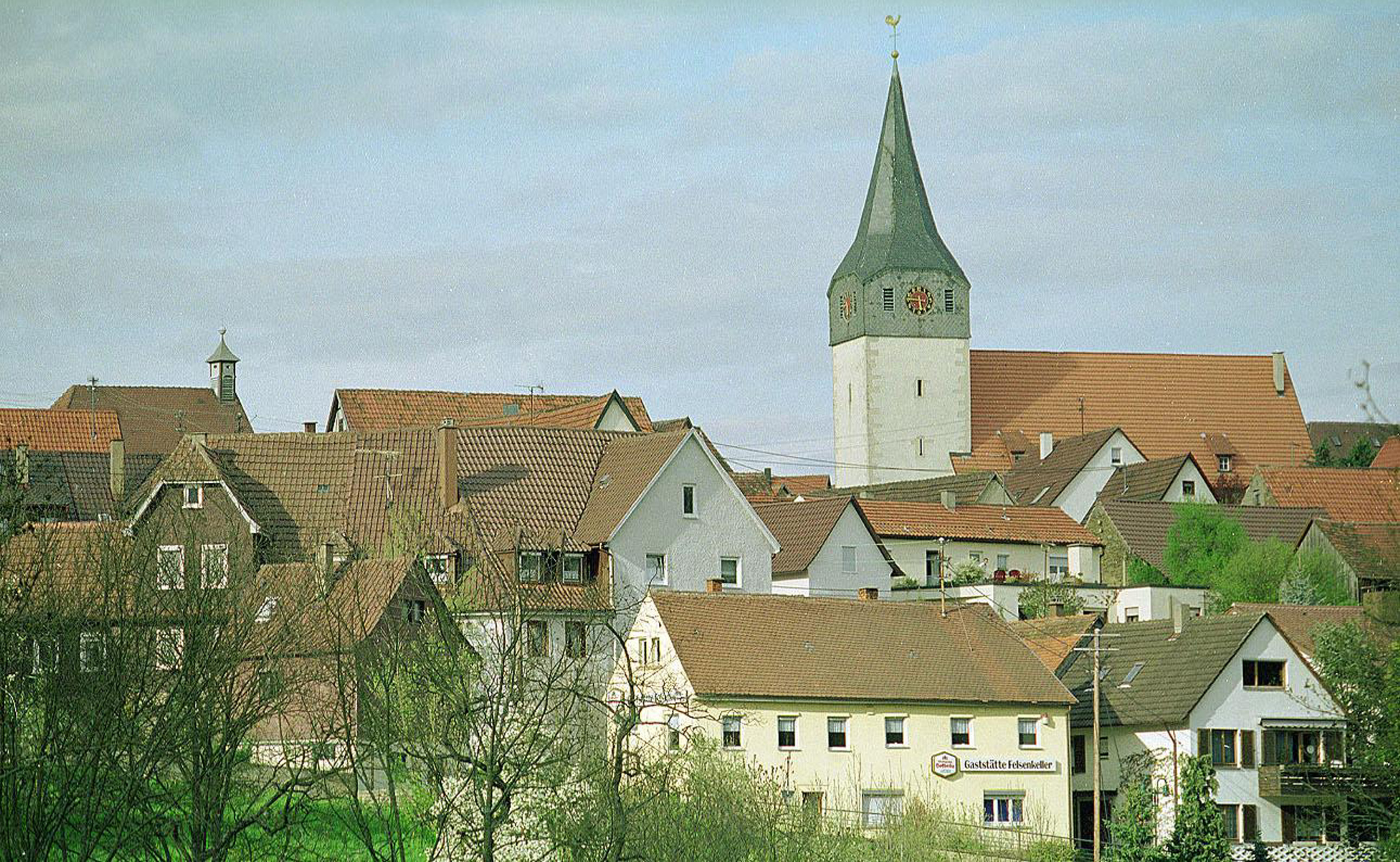
Kleinsachsenheim
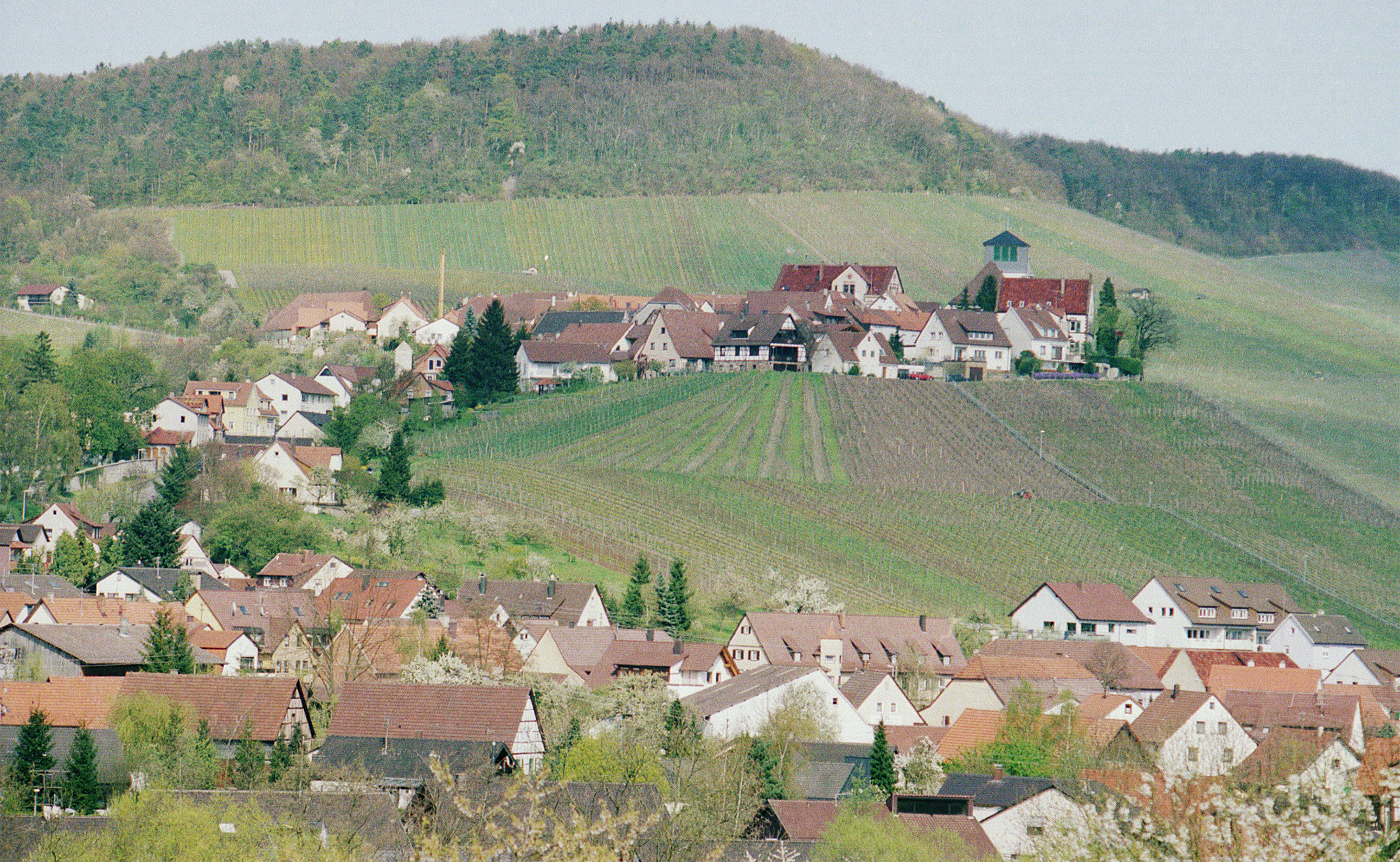
Hohenhaslach
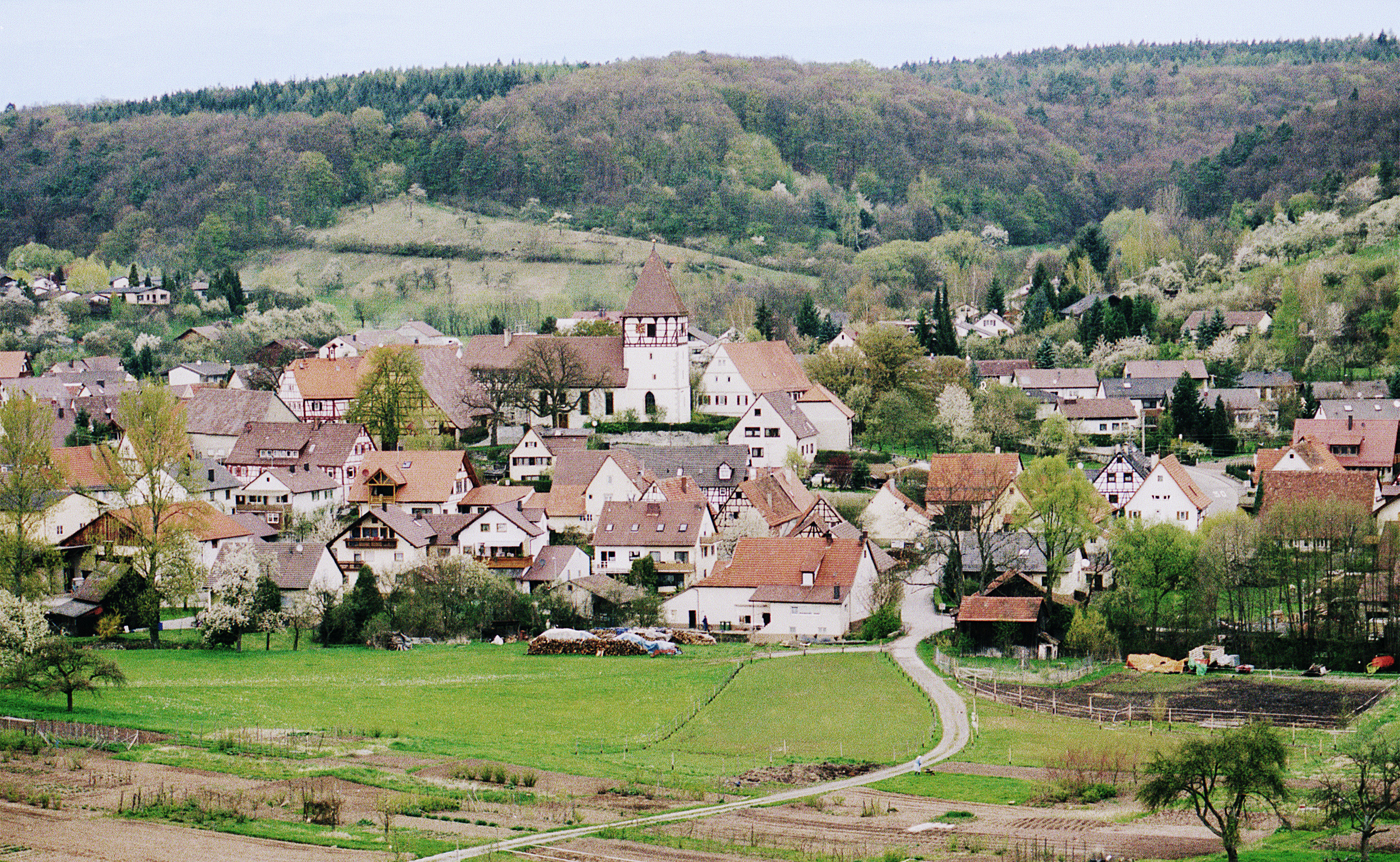
Häfnerhaslach
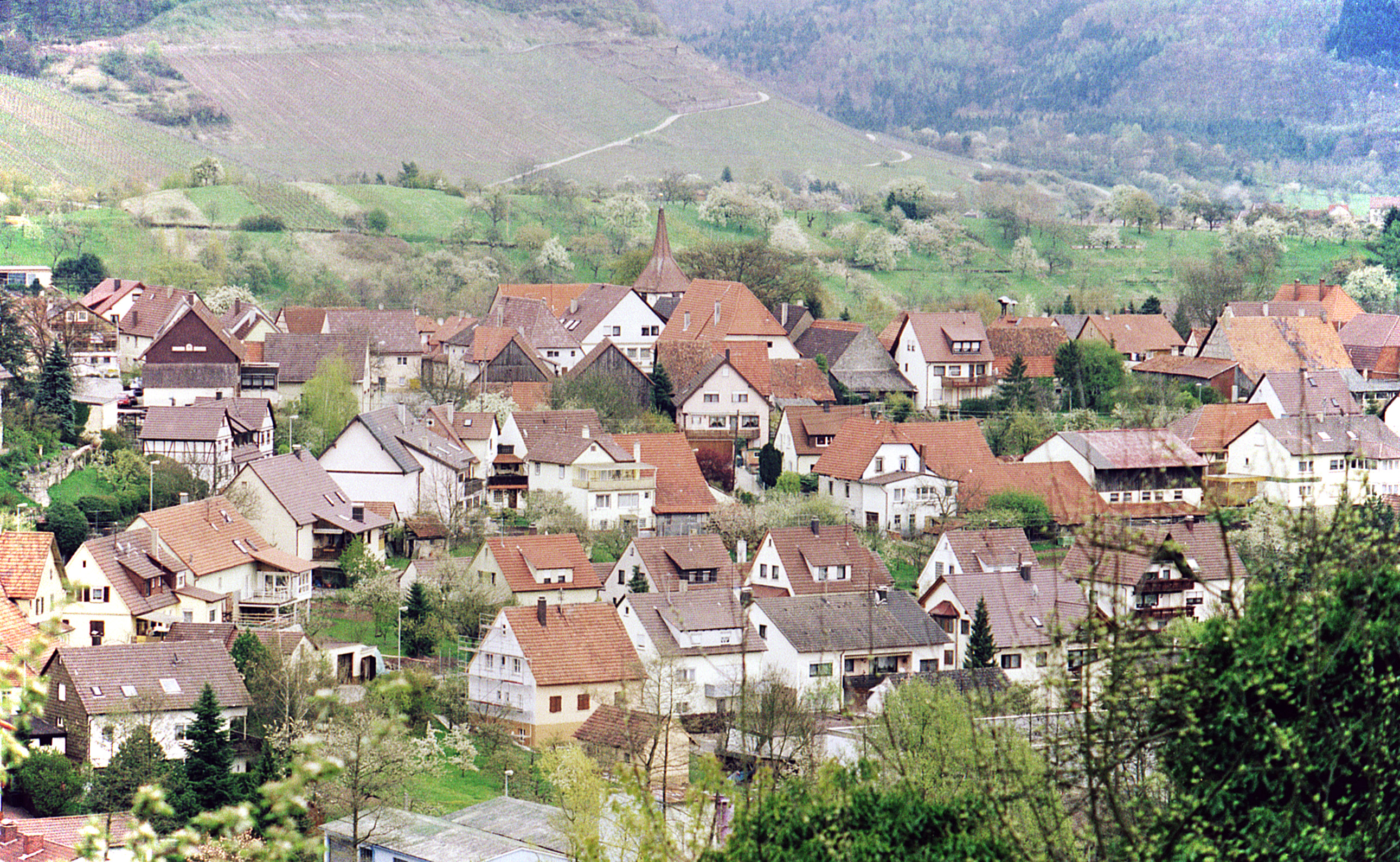
Ochsenbach
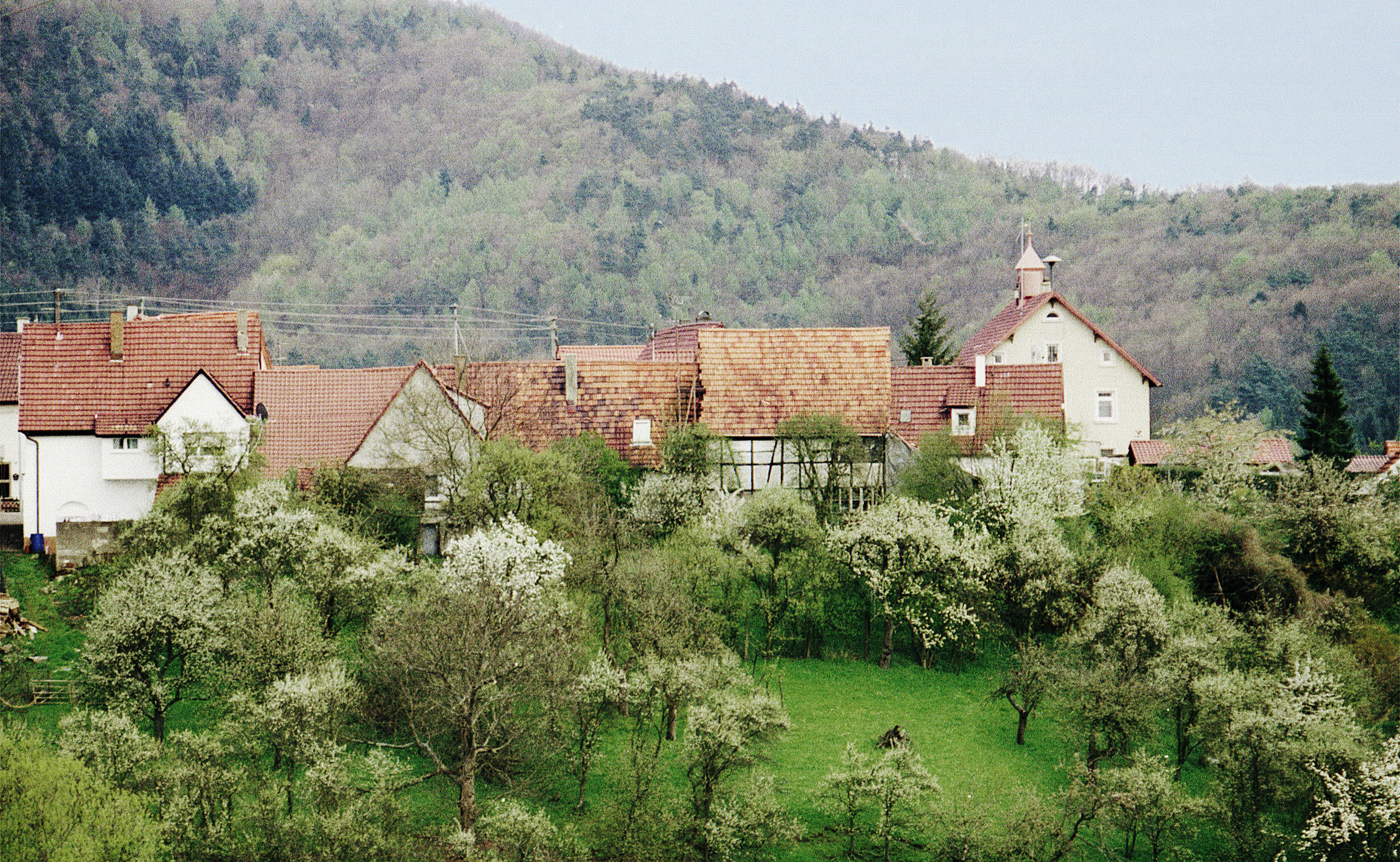
Spielberg

## Népesség
A település népessége az elmúlt években az alábbi módon változott:
| Lakosok száma | 9196 | 11 034 | 13 515 | 13 921 | 14 880 | 16 534 | 16 914 | 17 313 | 17 616 | 19 480 |
|               | 1961 | 1967   | 1974   | 1980   | 1987   | 1993   | 2000   | 2006   | 2013   | 2023   |